# ジョージ・リンジー＝クロフォード (第22代クロフォード伯爵)
第22代クロフォード伯爵ジョージ・リンジー＝クロフォード（英語: George Lindsay-Crawford, 22nd Earl of Crawford、1758年1月31日 – 1808年1月30日）は、スコットランド貴族、軍人。

## 生涯
第21代クロフォード伯爵ジョージ・リンジー＝クロフォードとジーン・ハミルトン（Jean Hamilton、1735年頃 – 1809年10月6日、ロバート・ハミルトンの娘）の息子として、1758年1月31日にボアツリーヒルで生まれた。1765年よりイートン・カレッジで教育を受けた。1781年8月11日に父が死去すると、クロフォード伯爵とリンジー伯爵位を継承した。
1776年にイギリス陸軍に従軍、1782年から1783年まで第71歩兵連隊の第2中隊隊長を務め、1789年に第63(ウェスト・サフォーク)歩兵連隊に転じた。1805年、少将に昇進した。
1794年3月17日から1807年3月7日までと1807年5月20日から1808年6月30日までファイフ統監を務めた。
1808年1月30日に生涯未婚のまま母の邸宅で死去した。クロフォード伯爵位は第6代バルカレス伯爵アレグザンダー・リンジー（第9代クロフォード伯爵デイヴィッド・リンジーの子孫）が継承したが、正式に承認されたのは第6代バルカレス伯爵の死後（1848年）だった。リンジー伯爵位は遠戚のデイヴィッド・リンジー（第4代リンジー卿パトリック・リンジーの子孫）が継承した。